# Zoo Biology
«Zoo Biology» — попередньо рецензований, науковий журнал, що концентрує увагу на питаннях розмноження, демографії, генетики, поведінки, захворювань, тваринництва, харчування, охорони та всіх емпіричних аспектах утримання диких тварин у парках дикої природи, зоопарках та акваріумах. Публікується Wiley-Liss з 1982 р.
Згідно з висновками Journal Citation Reports, в 2012 р. імпакт-фактор журналу становив 1.136, що відповідало 57-му місцю серед 142 журналів категорії «Veterinary Sciences» і 66-му місцю серед 149 журналів категорії «Zoology».